# José Luis Rodríguez Espinosa
José Luis Rodríguez Espinosa (Montevideo, 16 de abril de 1961) es un contador público, empresario y dirigente deportivo uruguayo. Dedicó la mayor parte de su vida a la actividad empresarial en el rubro de las curtiembres, llegando a ser primero Director Financiero y luego director general de la empresa Zenda (antes llamada Branáa).
Adquirió notoriedad pública al ser elegido como Presidente del Club Nacional de Football el 12 de diciembre de 2015, luego de unas reñidas elecciones donde superó al hasta entonces presidente Eduardo Ache. En 2018 decidió no presentarse a las elecciones y dejó el cargo en diciembre en manos del nuevo Presidente Jose Decurnex

## Carrera como empresario
Obtuvo su título de contador público en la Universidad de la República en 1983.
Dedicó los siguientes años a la actividad privada en diversos emprendimientos personales hasta diciembre del año 2000. A principios del 2001 comenzó a trabajar como director financiero en la curtiembre Branáa (luego pasó a llamarse Zenda), llegando a ser director general de dicha empresa en 2010.
Dejó la empresa en junio de 2013 luego de que esta fuera comprada por el grupo brasileño JBS S.A..

## Carrera como dirigente deportivo
En 2013 estudió Gerencia deportiva en la UCAM Business School, retomando luego la actividad pero ahora en el mundo del fútbol y en la órbita de Nacional. En 2015 fue convocado por un grupo de socios para encabezar la candidatura de la Lista 1 con el lema "Primero Nacional" en las elecciones presidenciales del club.
El 12 de diciembre de 2015 se impuso en reñidas elecciones al candidato oficialista y hasta entonces presidente Eduardo Ache y al opositor Daniel Turcatti, resultando electo como presidente del Club Nacional de Football.
El 23 de diciembre de 2015 asumió la presidencia de Nacional y anunció el retorno al club de Hugo de León en un rol cercano a la directiva, en el que se encargaría de contrataciones y negociaciones con los empresarios por los futbolistas que lleguen al club.